# Giovanni Michiel

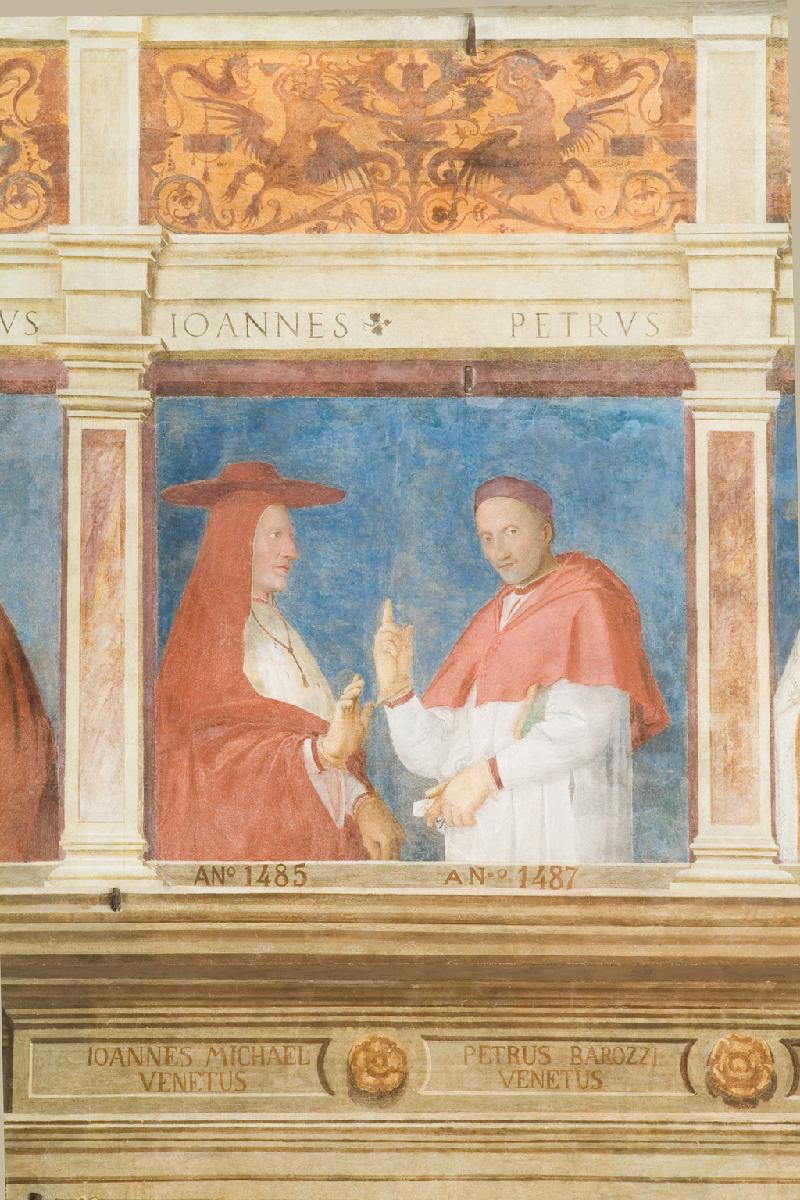
Kardinal Giovanni Michiel (li.) mit Bischof Pietro Barozzi (re.) (Fresko im Bischofspalast von Padua, 1505/06)

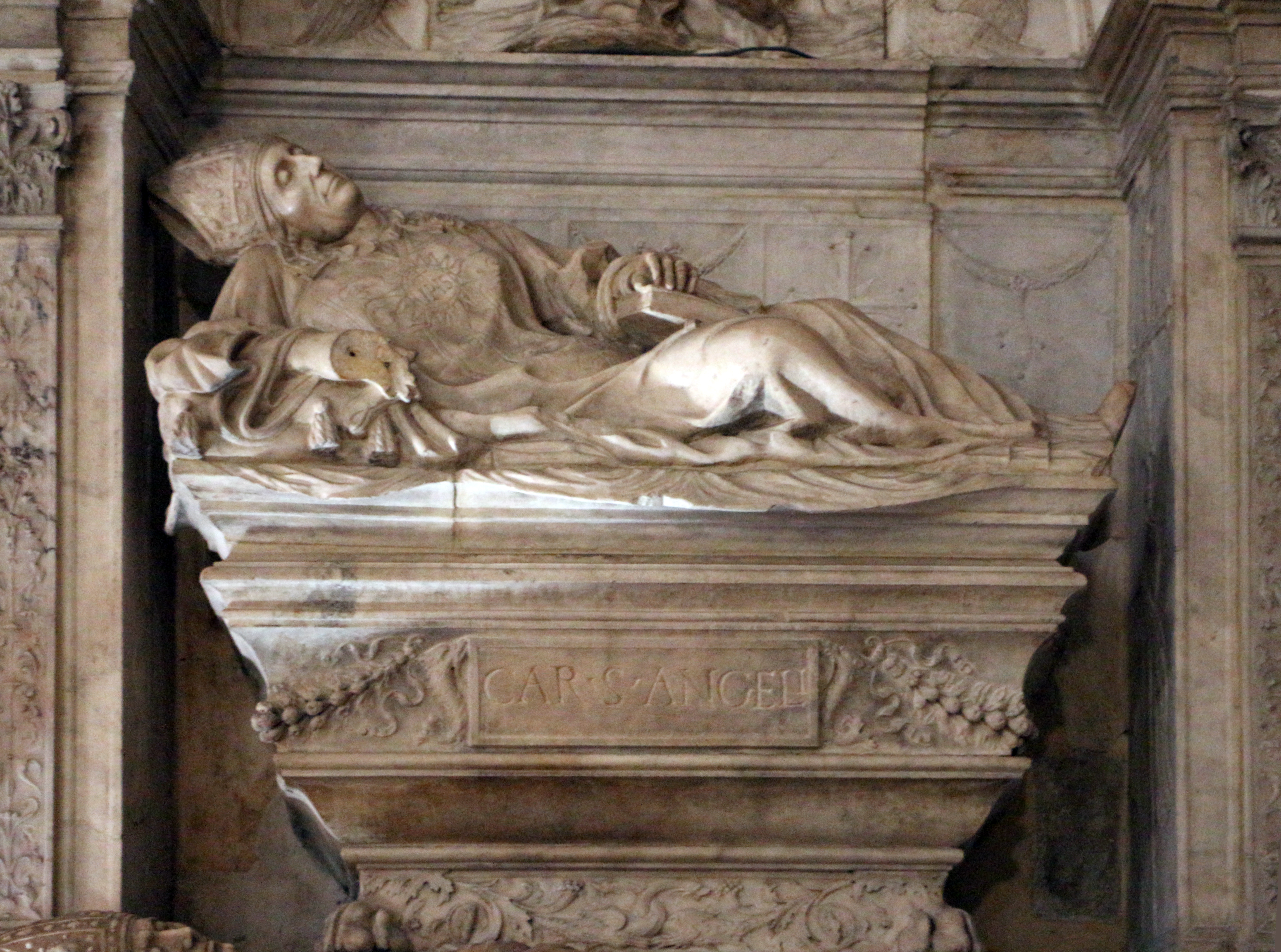
Grabmal von Kardinal Michiel

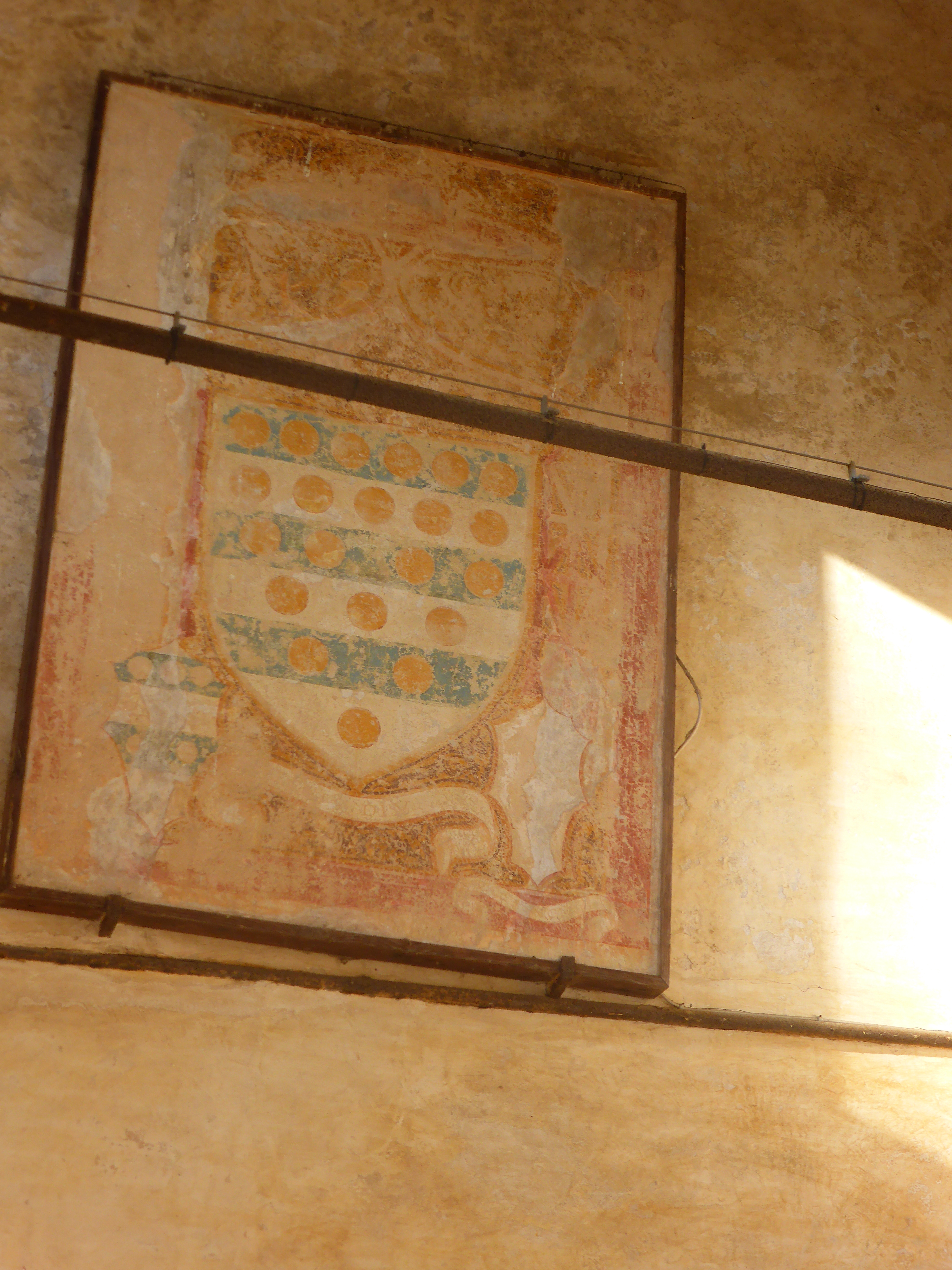
Wappen als Kommendatarabt

Giovanni Michiel, auch Giovanni Micheli genannt, (* zwischen April 1446 und April 1447 in Venedig; † 10. April 1503 in Rom) war ein italienischer Geistlicher, Bischof von Verona und Kardinal der Römischen Kirche.

## Leben

### Herkunft
Giovanni Michiel stammte aus einer venezianischen Patrizierfamilie, er war der Sohn von Lorenzo Michiel und der Nicolosa Barbo, einer Schwester von Papst Paul II. Damit war er ein Cousin des Kardinals Giovanni Battista Zeno.

### Kirchliche Laufbahn
Er wurde Apostolischer Protonotar und lebte zunächst bei seinem Onkel, Papst Paul II., im Vatikanpalast. Am 23. Dezember 1467 erhielt er die Benediktinerklöster in Bosco in der Diözese Aquileia und San Fermo il Piccolo in der Diözese Verona in commendam, nachdem der Papst darauf verzichtet hatte. Ab 1497 war er zudem Kommendatarabt von San Stefano all’Isola.
Sein Onkel erhob ihn im Konsistorium vom 21. November 1468 zum Kardinaldiakon und verlieh ihm am 22. November 1468 die Titeldiakonie Santa Lucia in Septisolio. Etwa 1470 wechselte er auf die Titeldiakonie Sant’Angelo in Pescheria. Am 18. März 1471 wurde Giovanni Michiel zum Bischof von Verona in commendam ernannt, trat dieses Amt jedoch wegen der Auseinandersetzungen zwischen der Republik Venedig und dem Kirchenstaat zunächst nicht an; er hatte es bis zu seinem Tode inne. Um 1484 optierte er für die Kardinalsklasse der Kardinalpriester mit der Titelkirche San Marcello; behielt die Diakonie Sant’Angelo in Pescheria allerdings in commendam bis zu seinem Tode.
Als Kardinal nahm Giovanni Michiel am Konklave 1484 teil, das Papst Innozenz VIII. wählte. Er wurde am 15. September 1484 für den Rest des Jahres Nachfolger des neugewählten Papstes als Camerlengo des Heiligen Kardinalskollegiums und wurde anschließend für den Zeitraum vom 9. Januar 1485 bis zum 11. Januar 1486 in diese Position gewählt. Der Papst ernannte ihn zum Bischof von Padua, aber die Republik Venedig widersprach einer Ernennung und beschlagnahmte alle Einkünfte des Kardinals aus seinen Liegenschaften auf venezianischem Staatsgebiet. Er verzichtete im März 1487 auf das Amt, noch bevor er das Bistum in Besitz genommen hatte. Am 5. Juni 1486 wurde er zum legatus a latere für den Kirchenstaat sowie die Burgen und Festungen des Heiligen Stuhls ernannt. Er wurde Inspekteur der Päpstlichen Armee im Krieg gegen König Ferdinand I. von Neapel; später wurde er mit den Friedensverhandlungen mit dem König beauftragt, die zu einem am 11. August 1487 unterzeichneten Friedensvertrag führten. Am 14. März 1491 wurde er zum Kardinalbischof mit dem suburbikarischen Bistum Albano erhoben, am 10. Oktober desselben Jahres optierte er für das suburbikarische Bistum Palestrina. Er nahm am Konklave 1492 teil, das Rodrigo Borgia zum Papst wählte, welcher den Papstnamen Alexander VI. annahm. Der neugewählte Papst ernannte ihn am 31. August 1492 zum Kardinalbischof von Porto e Santa Rufina, wie er es ihm zuvor im Konklave versprochen hatte. Am 23. Januar 1497 wurde Giovanni Michiel zum titularen Lateinischen Patriarchen von Antiochien ernannt.

### Tod und Mutmaßungen über einen Giftmord
Giovanni Michiel starb am 10. April 1503 nach zwei Tagen heftigen Erbrechens. Er wurde in seiner Titelkirche San Marcello al Corso in Rom beigesetzt.
Die Umstände seines plötzlichen Todes veranlassten den venezianischen Gesandten Giustiniani, Mutmaßungen über einen Giftmord in Umlauf zu bringen. Papst Julius II. ließ Michiels Koch und einen Subdiakon namens Asquino di Colloredo verhaften, die beiden gestanden 1504 unter der Folter ein Mordkomplott, das durch Cesare Borgia angestiftet worden sei. Der Koch wurde deswegen hingerichtet. Moderne Historiker bezweifeln jedoch die Version eines Giftmordes auf Veranlassung Cesare Borgias, da Julius II. zu jener Zeit ein erhebliches Interesse an der Belastung der Borgias und insbesondere Cesares hegte.